# J.League Division 1 2012
La stagione 2012 è stata la ventesima edizione della J.League Division 1, massimo livello del campionato giapponese di calcio.

## Avvenimenti

### Antefatti
Le novità del campionato riguardano principalmente le date di svolgimento delle partite, anticipate a sabato per venire incontro alle esigenze delle squadre che avrebbero dovuto affrontare in settimana la AFC Champions League, e l'introduzione di "Adidas Tango 12" come pallone ufficiale della competizione. Per quanto riguarda i diritti televisivi della competizione, viene rinnovato fino al 2016 l'accordo con SKY Perfect JSAT Corporation che continua quindi ad affiancarsi a NHK e a Tokyo Broadcasting System.
Per quanto riguarda il calciomercato, le neopromosse rinnovano considerevolmente le loro formazioni puntando su elementi provenienti dal settore giovanile a scapito degli stranieri (Consadole Sapporo) o dalla prima divisione (FC Tokyo, che decide di non confermare l'allenatore Kiyoshi Ōkuma assumendo il serbo Ranko Popović). Le due protagoniste della stagione precedente (Nagoya Grampus e Kashiwa Reysol) confermano i loro tecnici ed effettuano operazioni minori (il Grampus riscatta Danilson Córdoba e promuove alcuni giovani del vivaio) così come gli Urawa Red Diamonds che tuttavia assumono in panchina il serbo Mihailo Petrović proveniente dal Sanfrecce Hiroshima. Molto attive furono l'Albirex Niigata e le due squadre di Osaka, che rinnovarono le proprie rose assicurandosi degli innesti provenienti prevalentemente dal campionato brasiliano.

### Il campionato

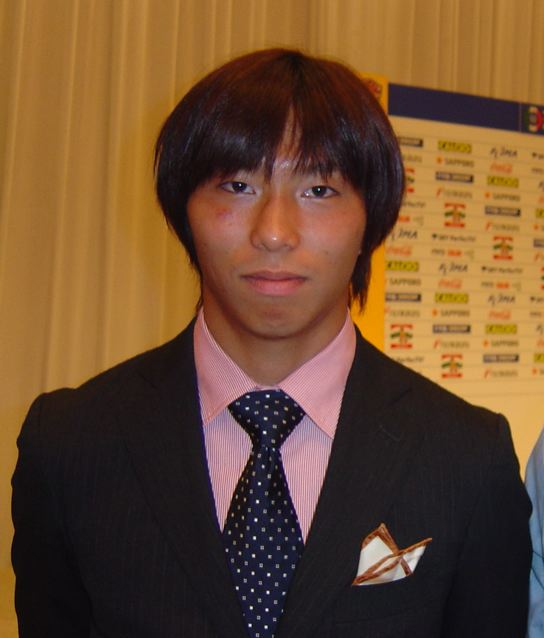
Con 22 reti, il capitano del Sanfrecce Hiroshima Hisato Satō ottenne il titolo di capocannoniere del torneo.

Il campionato prese il via il 10 marzo: ai poco brillanti avvii di Kashima Antlers, Gamba Osaka e Yokohama F·Marinos (rimaste invischiate in zona retrocessione dopo pochi turni) fece da contraltare la fuga del Vegalta Sendai che, assunto il comando solitario della classifica dopo quattro turni, ottenne dei risultati favorevoli negli scontri diretti (tra cui il 3-2 esterno contro i campioni in carica del Kashiwa Reysol e il 4-0 casalingo contro il FC Tokyo) che gli permisero di concludere il mese di aprile con sei punti di vantaggio sugli Urawa Red Diamonds e sul Sanfrecce Hiroshima. Con l'inizio di maggio si fece avanti lo Shimizu S-Pulse che, vincendo lo scontro diretto esterno con la capolista del 6 maggio, si portò sino a -2 dalla vetta per poi lasciare dopo due settimane il testimone al Sanfrecce; la squadra mantenne il distacco di due punti sino alla vigilia dello scontro diretto in programma il 23 giugno, il cui risultato finale (2-2 con il Sanfrecce raggiunto da un gol di Wilson nel finale) favorì il Vegalta Sendai, che arrivò al giro di boa con due punti di vantaggio sul Sanfrecce e cinque sugli Urawa Red Diamonds.
Il girone di ritorno iniziò con una bagarre in vetta tra Vegalta Sendai e Sanfrecce, con gli Urawa Red Diamonds ad assistere da vicino: raggiunto una prima volta il 14 luglio, il Vegalta Sendai respinse gli avversari dopo due settimane per poi essere risucchiato l'11 agosto, in seguito ad una rocambolesca sconfitta con il Consadole Sapporo. Il Sanfrecce tentò quindi una fuga portandosi subito a +3 dalla seconda, ma subì un calo di rendimento che permetterà al Vegalta Sendai di annullare lo svantaggio e di passare in vetta nella giornata antecedente lo scontro diretto. Prevalendo in casa per 2-1 il Sanfrecce riotterrà il comando della classifica: in seguito al contemporaneo calo degli Urawa Red Diamonds, sino ad allora rimasti a stretto contatto con la vetta, il Vegalta Sendai rimarrà come unica concorrente per la lotta al titolo riuscendo a riagganciare il Sanfrecce il 20 settembre e a condividere il comando della graduatoria per tutto il mese di ottobre. Con l'inizio di novembre il Vegalta Sendai accusò un calo di rendimento infilando una serie di quattro partite consecutive senza vittoria: ciò permise al Sanfrecce di prendere il largo e di ottenere, con una giornata di anticipo, il suo sesto titolo nazionale (il primo da quanto è stato adottato il regime professionistico) nonché la qualificazione alla Coppa del Mondo per club in quanto squadra vincitrice del torneo organizzato dalla Federazione del Paese ospitante la competizione.
Il calo accusato in settembre dagli Urawa Red Diamonds e il recupero di numerose squadre sinora rimaste in penombra riaccesero la bagarre per l'ultimo posto valido per la qualificazione in AFC Champions League: a novanta minuti dal torneo la graduatoria vide infatti quattro squadre ancora in corsa, con l'esordiente Sagan Tosu favorito dalla situazione di classifica. Le sconfitte di questi ultimi con gli Yokohama F·Marinos e del Kashiwa Reysol (che riuscirà comunque ad ottenere il visto per la competizione continentale grazie al postumo successo in Coppa dell'Imperatore) con il Kashima Antlers permetterà agli Urawa Red Diamonds, vincitori dello scontro diretto con il Nagoya Grampus, di ottenere il visto per la competizione continentale assieme al Sanfrecce e al Vegalta Sendai.
In coda si poté assistere alla graduale discesa del Vissel Kobe che, dopo un buon avvio, calò alla distanza sino a retrocedere all'ultima giornata in seguito ad una sconfitta contro un Sanfrecce Hiroshima ormai privo di obiettivi da raggiungere. A trarre vantaggio da tale risultato sarà l'Albirex Niigata, in difficoltà malgrado una difesa tra le meno battute, ma non il Gamba Osaka che, pur risultando miglior attacco del torneo e godendo di una differenza reti favorevole, per tutto l'arco del campionato soffrirà di una crisi di risultati che le varrà la prima retrocessione della sua storia. A chiudere la classifica fu il neopromosso Consadole Sapporo, che malgrado alcune vittorie prestigiose, non sarà mai in grado di lottare per la salvezza.

## Squadre

### Profili
| Club partecipanti   | Club partecipanti | Città     | Stadio                         | Stagione 2011                        |
| ------------------- | ----------------- | --------- | ------------------------------ | ------------------------------------ |
| Albirex Niigata     | dettagli          | Niigata   | Niigata Stadium                | 14° in J.League Division 1           |
| Cerezo Osaka        | dettagli          | Osaka     | Nagai Ball Gall Field          | 12° in J.League Division 1           |
| Consadole Sapporo   | dettagli          | Sapporo   | Sapporo Dome                   | 3° in J.League Division 2 (promosso) |
| Gamba Osaka         | dettagli          | Osaka     | Osaka Expo '70 Stadium         | 3° in J.League Division 1            |
| Júbilo Iwata        | dettagli          | Iwata     | Yamaha Stadium                 | 8° in J.League Division 1            |
| Kashima Antlers     | dettagli          | Kashima   | Kashima Soccer Stadium         | 6° in J.League Division 1            |
| Kashiwa Reysol      | dettagli          | Kashiwa   | Hitachi Kashiwa Soccer Stadium | Campione del Giappone                |
| Kawasaki Frontale   | dettagli          | Kawasaki  | Todoroki Athletics Stadium     | 11° in J.League Division 1           |
| Nagoya Grampus      | dettagli          | Nagoya    | Mizuho Athletic Stadium        | 2° in J.League Division 1            |
| Omiya Ardija        | dettagli          | Saitama   | NACK5 Stadium Ōmiya            | 13° in J.League Division 1           |
| Sagan Tosu          | dettagli          | Tosu      | Best Amenity Stadium           | 2° in J.League Division 2 (promosso) |
| Sanfrecce Hiroshima | dettagli          | Hiroshima | Hiroshima Big Arch             | 7° in J.League Division 1            |
| Shimizu S-Pulse     | dettagli          | Shizuoka  | Outsourcing Stadium Nihondaira | 10° in J.League Division 1           |
| FC Tokyo            | dettagli          | Tokyo     | Tokyo Stadium                  | 1° in J.League Division 2 (promosso) |
| Urawa Reds          | dettagli          | Saitama   | Saitama Stadium 2002           | 15° in J.League Division 1           |
| Vegalta Sendai      | dettagli          | Sendai    | Yurtec Stadium Sendai          | 4° in J.League Division 1            |
| Vissel Kōbe         | dettagli          | Kōbe      | Home's Stadium Kobe            | 9° in J.League Division 1            |
| Yokohama F·Marinos  | dettagli          | Yokohama  | Nissan Stadium                 | 5° in J.League Division 1            |

### Allenatori
| Squadra           | Allenatore                                              |                     | Squadra                                                                           | Allenatore                                    |
| ----------------- | ------------------------------------------------------- | ------------------- | --------------------------------------------------------------------------------- | --------------------------------------------- |
| Albirex Niigata   | Hisashi Kurosaki (1ª-12ª) Masaaki Yanagishita (13ª-38ª) |                     | Omiya Ardija                                                                      | Jun Suzuki (1ª-13ª) Zdenko Verdenik (14ª-38ª) |
| Cerezo Osaka      | Sérgio Soares (1ª-23ª) Levir Culpi (24ª-38ª)            | Sagan Tosu          | Yoon Jung-Hwan                                                                    |                                               |
| Consadole Sapporo | Nobuhiro Ishizaki                                       | Sanfrecce Hiroshima | Hajime Moriyasu                                                                   |                                               |
| Gamba Osaka       | José Carlos Serrão (1ª-3ª) Masanobu Matsunami (4ª-38ª)  | Shimizu S-Pulse     | Afshin Ghotbi                                                                     |                                               |
| Júbilo Iwata      | Hitoshi Morishita                                       | FC Tokyo            | Ranko Popović                                                                     |                                               |
| Kashima Antlers   | Jorginho                                                | Urawa Reds          | Mihailo Petrović                                                                  |                                               |
| Kashiwa Reysol    | Nelsinho Baptista                                       | Vegalta Sendai      | Makoto Teguramori                                                                 |                                               |
| Kawasaki Frontale | Naoki Sōma (1ª-7ª) Yahiro Kazama (8ª-38ª)               | Vissel Kōbe         | Masahiro Wada (1ª-5ª) Ryō Adachi (6ª) Akira Nishino (7ª-31ª) Ryō Adachi (32ª-38ª) |                                               |
| Nagoya Grampus    | Dragan Stojković                                        | Yokohama F·Marinos  | Yasuhiro Higuchi                                                                  |                                               |

## Classifica finale
|                     | Pos. | Squadra             | Pt | G  | V  | N  | P  | GF | GS | DR  |
| ------------------- | ---- | ------------------- | -- | -- | -- | -- | -- | -- | -- | --- |
| Giappone (bandiera) | 1.   | Sanfrecce Hiroshima | 64 | 34 | 19 | 7  | 8  | 63 | 34 | +29 |
|                     | 2.   | Vegalta Sendai      | 57 | 34 | 15 | 12 | 7  | 59 | 43 | +16 |
|                     | 3.   | Urawa Reds          | 55 | 34 | 15 | 10 | 9  | 47 | 42 | +5  |
|                     | 4.   | Yokohama F·Marinos  | 53 | 34 | 13 | 14 | 7  | 44 | 33 | +11 |
|                     | 5.   | Sagan Tosu          | 53 | 34 | 15 | 8  | 11 | 48 | 39 | +9  |
|                     | 6.   | Kashiwa Reysol      | 52 | 34 | 15 | 7  | 12 | 57 | 52 | +5  |
|                     | 7.   | Nagoya Grampus      | 52 | 34 | 15 | 7  | 12 | 46 | 47 | -2  |
|                     | 8.   | Kawasaki Frontale   | 50 | 34 | 14 | 8  | 12 | 51 | 50 | +1  |
|                     | 9.   | Shimizu S-Pulse     | 49 | 34 | 14 | 7  | 13 | 39 | 40 | -1  |
|                     | 10.  | FC Tokyo            | 48 | 34 | 14 | 6  | 14 | 47 | 44 | +3  |
|                     | 11.  | Kashima Antlers     | 46 | 34 | 12 | 10 | 12 | 50 | 43 | +7  |
|                     | 12.  | Júbilo Iwata        | 46 | 34 | 13 | 7  | 14 | 57 | 53 | +4  |
|                     | 13.  | Omiya Ardija        | 44 | 34 | 11 | 11 | 12 | 38 | 45 | -7  |
|                     | 14.  | Cerezo Osaka        | 42 | 34 | 11 | 9  | 14 | 47 | 53 | -6  |
|                     | 15.  | Albirex Niigata     | 40 | 34 | 10 | 10 | 14 | 29 | 34 | -5  |
|                     | 16.  | Vissel Kōbe         | 39 | 34 | 11 | 6  | 17 | 41 | 50 | -9  |
|                     | 17.  | Gamba Osaka         | 38 | 34 | 9  | 11 | 14 | 67 | 65 | +2  |
|                     | 18.  | Consadole Sapporo   | 14 | 34 | 4  | 2  | 28 | 25 | 88 | -63 |

Legenda:

      Campione del Giappone, ammessa alla AFC Champions League 2013 e alla Coppa del mondo per club 2012

      Ammesse alla AFC Champions League 2013

      Retrocessa in J.League Division 2 2013

Note:
Tre punti a vittoria, uno a pareggio, zero a sconfitta.
Kashiwa Reysol qualificata alla AFC Champions League 2013 come vincitrice della Coppa dell'Imperatore 2012

## Risultati

### Tabellone
|                   | Alb  | Cer  | Con  | Gam  | Jub  | Ant  | Rey  | Fro  | Gra  | Ard  | Sag  | San  | Shi  | Tok  | Red  | Veg  | Vis  | Yok  |
| ----------------- | ---- | ---- | ---- | ---- | ---- | ---- | ---- | ---- | ---- | ---- | ---- | ---- | ---- | ---- | ---- | ---- | ---- | ---- |
| Albirex Niigata   | –––– | 0-1  | 4-1  | 1-1  | 1-6  | 1-1  | 1-1  | 0-1  | 5-0  | 1-2  | 0-2  | 0-2  | 1-0  | 0-2  | 0-0  | 0-1  | 0-0  | 0-0  |
| Cerezo Osaka      | 0-1  | –––– | 4-0  | 2-1  | 3-2  | 0-1  | 1-2  | 2-2  | 0-2  | 1-3  | 3-2  | 1-4  | 3-2  | 1-1  | 1-1  | 1-2  | 1-2  | 2-0  |
| Consadole         | 0-1  | 1-0  | –––– | 0-4  | 0-0  | 0-0  | 0-2  | 2-3  | 2-1  | 0-5  | 2-3  | 1-3  | 0-2  | 0-1  | 1-2  | 2-1  | 2-4  | 0-2  |
| Gamba Osaka       | 1-1  | 2-2  | 7-2  | –––– | 1-2  | 2-2  | 2-6  | 3-2  | 2-2  | 3-1  | 2-3  | 1-1  | 3-1  | 2-2  | 1-2  | 1-1  | 2-3  | 1-2  |
| Júbilo Iwata      | 0-0  | 4-3  | 4-1  | 2-1  | –––– | 3-0  | 1-0  | 2-2  | 0-2  | 4-0  | 2-1  | 1-1  | 0-1  | 3-1  | 2-2  | 1-1  | 1-3  | 1-0  |
| Kashima Antlers   | 0-1  | 3-2  | 7-0  | 5-0  | 2-1  | –––– | 2-0  | 0-1  | 2-3  | 1-0  | 0-0  | 2-2  | 1-2  | 5-1  | 1-3  | 3-3  | 1-0  | 1-2  |
| Kashiwa Reysol    | 2-0  | 4-1  | 3-1  | 2-2  | 0-3  | 1-1  | –––– | 1-0  | 1-2  | 1-4  | 1-1  | 2-5  | 2-1  | 1-1  | 1-2  | 2-3  | 1-0  | 3-3  |
| Kawasaki Frontale | 1-0  | 0-1  | 1-0  | 2-3  | 4-3  | 2-2  | 0-2  | –––– | 0-1  | 4-1  | 1-2  | 1-4  | 2-1  | 0-1  | 4-2  | 3-2  | 0-1  | 0-0  |
| Nagoya Grampus    | 2-1  | 0-1  | 3-1  | 0-5  | 2-0  | 1-2  | 1-0  | 2-3  | –––– | 0-0  | 1-0  | 1-2  | 1-0  | 1-0  | 1-2  | 0-0  | 5-1  | 1-1  |
| Omiya Ardiya      | 1-1  | 0-3  | 2-1  | 1-0  | 2-0  | 0-0  | 2-4  | 0-2  | 1-1  | –––– | 1-0  | 1-2  | 1-0  | 0-1  | 2-0  | 1-3  | 2-2  | 0-0  |
| Sagan Tosu        | 1-0  | 0-0  | 1-0  | 4-1  | 3-2  | 2-0  | 3-1  | 0-1  | 1-3  | 1-1  | –––– | 1-0  | 0-1  | 1-0  | 3-1  | 1-1  | 3-0  | 1-0  |
| Sanfrecce         | 0-1  | 4-1  | 3-0  | 4-1  | 2-0  | 2-0  | 1-2  | 3-0  | 1-1  | 0-0  | 4-1  | –––– | 1-2  | 0-1  | 1-0  | 2-1  | 3-2  | 1-3  |
| Shimizu S-Pulse   | 0-1  | 1-1  | 1-0  | 1-3  | 3-2  | 3-0  | 3-5  | 0-0  | 3-2  | 0-0  | 1-1  | 2-1  | –––– | 1-1  | 0-2  | 3-1  | 1-1  | 0-0  |
| FC Tokyo          | 0-2  | 2-0  | 5-0  | 3-2  | 2-1  | 1-2  | 0-1  | 1-2  | 3-2  | 0-1  | 3-2  | 0-1  | 0-1  | –––– | 1-1  | 6-2  | 0-1  | 3-1  |
| Urawa Reds        | 1-1  | 0-0  | 1-2  | 0-5  | 2-0  | 2-0  | 1-0  | 1-1  | 2-1  | 1-1  | 4-3  | 2-0  | 1-0  | 2-2  | –––– | 0-0  | 2-0  | 1-2  |
| Vegalta Sendai    | 0-1  | 1-1  | 4-1  | 2-1  | 2-2  | 1-0  | 0-0  | 2-1  | 4-0  | 4-1  | 1-1  | 2-2  | 0-1  | 4-0  | 3-2  | –––– | 2-1  | 2-2  |
| Vissel Kobe       | 1-0  | 2-3  | 2-1  | 1-1  | 1-2  | 1-2  | 3-1  | 3-3  | 0-1  | 3-0  | 0-0  | 0-1  | 0-2  | 0-1  | 1-0  | 0-1  | –––– | 1-2  |
| F·Marinos         | 3-2  | 1-1  | 2-1  | 0-0  | 4-0  | 0-0  | 1-2  | 2-2  | 1-1  | 1-1  | 1-0  | 0-0  | 3-0  | 1-0  | 1-2  | 0-2  | 3-1  | –––– |

## Statistiche

### Classifica in divenire
| [ 46 ]            | 1ª              | 2ª | 3ª | 4ª | 5ª | 6ª | 7ª | 8ª | 9ª | 10ª | 11ª | 12ª | 13ª | 14ª | 15ª | 16ª | 17ª | 18ª | 19ª | 20ª | 21ª | 22ª | 23ª | 24ª | 25ª | 26ª | 27ª | 28ª | 29ª | 30ª | 31ª | 32ª | 33ª | 34ª |    |
| ----------------- | --------------- | -- | -- | -- | -- | -- | -- | -- | -- | --- | --- | --- | --- | --- | --- | --- | --- | --- | --- | --- | --- | --- | --- | --- | --- | --- | --- | --- | --- | --- | --- | --- | --- | --- | -- |
| [ 46 ]            | Albirex Niigata | 0  | 0  | 0  | 1  | 2  | 5  | 5  | 5  | 8   | 8   | 9   | 9   | 9   | 12  | 12  | 13  | 16  | 17  | 20  | 21  | 21  | 21  | 24  | 24  | 25  | 26  | 29  | 30  | 31  | 31  | 34  | 34  | 37  | 40 |
| Cerezo Osaka      | 1               | 4  | 7  | 7  | 10 | 10 | 10 | 13 | 13 | 13  | 14  | 14  | 17  | 17  | 17  | 18  | 19  | 19  | 19  | 22  | 23  | 23  | 26  | 29  | 29  | 32  | 35  | 38  | 39  | 40  | 41  | 41  | 41  | 42  |    |
| Consadole         | 1               | 1  | 1  | 1  | 1  | 1  | 1  | 1  | 4  | 4   | 4   | 4   | 4   | 4   | 4   | 4   | 4   | 4   | 7   | 7   | 10  | 10  | 10  | 10  | 10  | 10  | 10  | 13  | 14  | 14  | 14  | 14  | 14  | 14  |    |
| Gamba Osaka       | 0               | 0  | 0  | 1  | 1  | 4  | 7  | 7  | 8  | 8   | 9   | 10  | 10  | 10  | 13  | 13  | 13  | 13  | 14  | 17  | 18  | 21  | 24  | 24  | 25  | 28  | 29  | 29  | 32  | 33  | 34  | 37  | 38  | 38  |    |
| Júbilo Iwata      | 1               | 4  | 7  | 10 | 11 | 11 | 14 | 14 | 14 | 15  | 18  | 21  | 24  | 24  | 24  | 27  | 27  | 30  | 30  | 31  | 31  | 34  | 37  | 38  | 41  | 42  | 42  | 42  | 42  | 43  | 43  | 43  | 43  | 46  |    |
| Kashima Antlers   | 0               | 0  | 0  | 1  | 1  | 4  | 7  | 10 | 10 | 11  | 11  | 14  | 17  | 17  | 18  | 19  | 22  | 25  | 26  | 26  | 29  | 29  | 29  | 30  | 33  | 33  | 34  | 37  | 38  | 38  | 39  | 40  | 43  | 46  |    |
| Kashiwa Reysol    | 1               | 1  | 4  | 4  | 7  | 7  | 7  | 8  | 11 | 14  | 14  | 17  | 20  | 23  | 24  | 27  | 27  | 30  | 33  | 34  | 35  | 36  | 36  | 36  | 39  | 39  | 39  | 42  | 45  | 45  | 46  | 49  | 52  | 52  |    |
| Kawasaki Frontale | 3               | 6  | 6  | 7  | 7  | 7  | 10 | 10 | 13 | 16  | 16  | 19  | 22  | 25  | 26  | 26  | 27  | 27  | 30  | 31  | 31  | 32  | 32  | 32  | 33  | 36  | 39  | 39  | 39  | 40  | 43  | 46  | 49  | 50  |    |
| Nagoya Grampus    | 3               | 3  | 6  | 7  | 10 | 13 | 14 | 14 | 15 | 15  | 18  | 18  | 18  | 21  | 24  | 25  | 28  | 29  | 29  | 32  | 32  | 32  | 35  | 38  | 41  | 41  | 41  | 42  | 45  | 46  | 49  | 52  | 52  | 52  |    |
| Omiya Ardija      | 0               | 3  | 3  | 4  | 4  | 5  | 8  | 11 | 11 | 14  | 15  | 15  | 15  | 15  | 16  | 19  | 19  | 20  | 20  | 20  | 20  | 23  | 23  | 24  | 27  | 30  | 31  | 32  | 33  | 36  | 37  | 40  | 43  | 44  |    |
| Sagan Tosu        | 1               | 1  | 4  | 7  | 7  | 10 | 13 | 14 | 15 | 16  | 17  | 17  | 20  | 20  | 21  | 24  | 24  | 27  | 28  | 31  | 34  | 34  | 35  | 38  | 38  | 41  | 41  | 41  | 41  | 44  | 47  | 50  | 53  | 53  |    |
| Sanfrecce         | 3               | 3  | 6  | 9  | 12 | 12 | 13 | 16 | 16 | 19  | 19  | 22  | 25  | 28  | 29  | 30  | 33  | 36  | 37  | 37  | 40  | 43  | 43  | 44  | 47  | 50  | 53  | 54  | 54  | 55  | 58  | 58  | 61  | 64  |    |
| Shimizu S-Pulse   | 0               | 3  | 3  | 6  | 9  | 12 | 12 | 15 | 18 | 21  | 22  | 22  | 23  | 23  | 24  | 24  | 25  | 25  | 25  | 28  | 31  | 34  | 34  | 37  | 38  | 38  | 41  | 44  | 45  | 48  | 48  | 48  | 48  | 49  |    |
| FC Tokyo          | 3               | 6  | 9  | 9  | 12 | 12 | 12 | 12 | 12 | 15  | 18  | 21  | 22  | 22  | 25  | 25  | 28  | 28  | 28  | 29  | 30  | 30  | 33  | 36  | 37  | 37  | 40  | 40  | 41  | 44  | 44  | 44  | 45  | 48  |    |
| Urawa Reds        | 0               | 3  | 6  | 7  | 10 | 13 | 13 | 16 | 16 | 17  | 18  | 21  | 22  | 25  | 26  | 27  | 30  | 31  | 34  | 35  | 35  | 38  | 41  | 42  | 45  | 45  | 48  | 48  | 48  | 49  | 49  | 52  | 52  | 55  |    |
| Vegalta Sendai    | 3               | 6  | 9  | 12 | 13 | 16 | 19 | 22 | 23 | 23  | 24  | 27  | 27  | 30  | 31  | 32  | 35  | 36  | 37  | 38  | 38  | 39  | 42  | 45  | 45  | 48  | 48  | 51  | 54  | 55  | 56  | 57  | 57  | 57  |    |
| Vissel Kobe       | 3               | 6  | 6  | 6  | 6  | 6  | 9  | 9  | 12 | 15  | 15  | 15  | 15  | 18  | 21  | 24  | 24  | 25  | 26  | 26  | 29  | 32  | 33  | 33  | 33  | 33  | 33  | 34  | 35  | 36  | 36  | 39  | 39  | 39  |    |
| F·Marinos         | 1               | 1  | 1  | 2  | 3  | 4  | 4  | 7  | 10 | 13  | 16  | 17  | 18  | 21  | 22  | 23  | 24  | 27  | 30  | 31  | 34  | 35  | 35  | 35  | 35  | 38  | 39  | 40  | 43  | 44  | 47  | 47  | 47  | 50  |    |

### Classifiche di rendimento
| Andata            | Andata | Ritorno           | Ritorno |
|                   |        |                   |         |
| Vegalta Sendai    | 35     | Sanfrecce         | 31      |
| Sanfrecce         | 33     | F·Marinos         | 29      |
| Urawa Reds        | 30     | Sagan Tosu        | 29      |
| FC Tokyo          | 28     | Kashiwa Reysol    | 25      |
| Nagoya Grampus    | 28     | Omiya Ardija      | 25      |
| Kashiwa Reysol    | 27     | Cerezo Osaka      | 25      |
| Júbilo Iwata      | 27     | Gamba Osaka       | 25      |
| Kawasaki Frontale | 27     | Nagoya Grampus    | 24      |
| Shimizu S-Pulse   | 25     | Shimizu S-Pulse   | 24      |
| Sagan Tosu        | 24     | Albirex Niigata   | 24      |
| Vissel Kobe       | 24     | Kashima Antlers   | 24      |
| F·Marinos         | 24     | Kawasaki Frontale | 23      |
| Kashima Antlers   | 22     | Urawa Reds        | 22      |
| Cerezo Osaka      | 19     | Vegalta Sendai    | 22      |
| Omiya Ardija      | 19     | FC Tokyo          | 20      |
| Albirex Niigata   | 16     | Júbilo Iwata      | 19      |
| Gamba Osaka       | 13     | Vissel Kobe       | 15      |
| Consadole         | 4      | Consadole         | 10      |

| Andata            | Andata | Ritorno           | Ritorno |
|                   |        |                   |         |
| Sagan Tosu        | 36     | Sanfrecce         | 32      |
| Vegalta Sendai    | 33     | Kashiwa Reyol     | 29      |
| Sanfrecce         | 32     | Kawasaki Frontale | 27      |
| Júbilo Iwata      | 32     | F·Marinos         | 25      |
| Urawa Reds        | 30     | Nagoya Grampus    | 25      |
| F·Marinos         | 28     | Urawa Reds        | 25      |
| Nagoya Grampus    | 27     | Albirex Niigata   | 25      |
| Kashima Antlers   | 27     | Shimizu S-Pulse   | 24      |
| FC Tokyo          | 25     | Vegalta Sendai    | 24      |
| Shimizu S-Pulse   | 25     | FC Tokyo          | 23      |
| Kawasaki Frontale | 23     | Cerezo Osaka      | 21      |
| Kashiwa Reysol    | 23     | Omiya Ardija      | 21      |
| Omiya Ardija      | 23     | Vissel Kobe       | 21      |
| Cerezo Osaka      | 21     | Kashima Antlers   | 19      |
| Gamba Osaka       | 19     | Gamba Osaka       | 19      |
| Vissel Kobe       | 18     | Sagan Tosu        | 15      |
| Albirex Niigata   | 15     | Júbilo Iwata      | 14      |
| Consadole         | 11     | Consadole         | 3       |

### Primati stagionali
| Record - Maggior numero di vittorie: Sanfrecce (19) - Minor numero di sconfitte: Vegalta Sendai e F·Marinos (7) - Miglior attacco: Gamba Osaka (67) - Miglior difesa: F·Marinos (33) - Miglior differenza reti: Sanfrecce (+29) - Maggior numero di pareggi: F·Marinos (14) - Minor numero di vittorie: Consadole (4) - Maggior numero di sconfitte: Consadole (28) - Peggiore attacco: Consadole (25) - Peggiore attacco: Consadole (88) - Peggior differenza reti: Consadole (-63) - Partita con più reti: Gamba Osaka-Consadole (7-2, 25 agosto 2012) - Miglior sequenza di partite utili: 9 (Vegalta Sendai, dalla 1ª alla 7ª gara) - Peggior sequenza di partite senza vittoria: Shimizu S-Pulse (10, dalla 10ª alla 19ª) | Capoliste solitarie - dalla 4ª alla 17ª giornata: Vegalta Sendai - 20ª giornata: Vegalta Sendai - dalla 21ª alla 23ª giornata: Sanfrecce - 24ª giornata: Vegalta Sendai - dalla 25ª alla 28ª giornata: Sanfrecce - dalla 31ª alla 34ª giornata: Sanfrecce |

### Classifica dei marcatori
Nel corso del campionato sono state segnate 855 reti, per una media di 2,79 marcature ad incontro. Di seguito è riportata la classifica dei cannonieri:
| Gol | Rigori |  | Giocatore      | Squadra             |
| --- | ------ |  | -------------- | ------------------- |
| 22  | 2      |  | Hisato Satō    | Sanfrecce Hiroshima |
| 19  |        |  | Yōhei Toyoda   | Sagan Tosu          |
| 14  |        |  | Shingo Akamine | Vegalta Sendai      |
| 14  | 1      |  | Leandro        | Gamba Osaka         |
| 13  |        |  | Masato Kudō    | Kashiwa Reysol      |
| 13  | 1      |  | Ryōichi Maeda  | Júbilo Iwata        |
| 13  | 2      |  | Genki Ōmae     | Shimizu S-Pulse     |
| 13  | 2      |  | Wilson         | Vegalta Sendai      |

| Gol | Rigori |  | Giocatore         | Squadra            |
| --- | ------ |  | ----------------- | ------------------ |
| 11  |        |  | Yōichirō Kakitani | Cerezo Osaka       |
| 11  |        |  | Shinzō Kōroki     | Kashima Antlers    |
| 11  |        |  | Akihiro Satō      | Gamba Osaka        |
| 10  | 1      |  | Renatinho         | Kawasaki Frontale  |
| 10  | 1      |  | Leandro Domingues | Kashiwa Reysol     |
| 10  |        |  | Marquinhos        | Yokohama F·Marinos |
| 10  |        |  | Kensuke Nagai     | Nagoya Grampus     |